# مراحل بارتن للعب
مراحل اللعب هي نظرية وتصنيف لمشاركة الأطفال في اللعب طورتها ميلدريد بارتن نيوهول (Mildred Parten Newhall) في أطروحتها عام 1929. لاحظت بارتن أطفال مرحلة ما قبل المدرسة الأمريكية (مابين 2 إلى 5 سنوات) يلعبون بحرية (يُعرَّف بأنه أي شيء لا علاقة له بالبقاء أو الإنتاج أو الربح).
تعرف بارتن على ستة أنواع مختلفة من اللعب:
1. مرحلة الملاحظات الشاغرة: عندما لا يلعب الطفل، يراقب فقط. فقد يقف الطفل في مكان واحد أو يؤدى حركات عشوائية.[2]
2. اللعب الانفرادي (المستقل) :عندما يكون الطفل وحده ويبقى محافظ على تركز على نشاطه. مثل هذه الطفل غير مهتم أو غير مدرك لما يفعله الآخرين، وأكثرها شيوعاً عند الأطفال الأصغر سناً من 2-3 عاماً مقارنة بالأطفال الأكبر سناً.[1][2][3]
3. اللعب الملاحظات المتطفلة (السلوك) :عندما يشاهد الطفل الآخرين ولكن لا يشارك في ذلك.[2] قد يجذب الطفل شكل من أشكال العلاقات الاجتماعية، مثل (المحادثة حوله اللعب ودون الانضمام في الواقع إلى النشاط)،[3] هذا نوع من النشاط أكثر شيوعاً عند الأطفال الصغار.[1]
4. اللعب الانعزالي المتناظر (اللعب المتوازي، الترابط الاجتماعي) : عندما يلعب الطفل بشكل منفصل عن الآخرين ولكنه بالقرب منهم ويقلد أفعالهم.[2][3] ينظر إلى هذا النوع من اللعب على أنه مرحلة انتقالية تشكل نوعاً من اللعب الغير ناضج اجتماعياً إلى نوع من اللعب التعاوني ناضج اجتماعياً.[1]
5. اللعب الانفرادي المتناظر (الترابطي)  : عندما يكون الطفل مهتماً بالأشخاص الذي يلعبون ولكنه ليس في بتنسيق نشاطهم مع هؤلاء الأشخاص، أو عندما لا يكون هناك نشاط منظم على الإطلاق، وهناك كمية كبيرة من التفاعل المعنى ولكن الأنشطة غير متزامنة.[2][3]
6. اللعب التعاوني الجماعي :عندما يكون الطفل مهتماً بالأشخاص الذي يلعبون وبنشاط الذي يقومون به، ففي اللعب التعاوني يتم تنظيم النشاط، يقوم المشاركين بتعيين الأدوار، وهناك زيادة في تعريف الذاتي مع مجموعة وقد تظهر هوية للمجموعة. هذا غير شائع نسبياً في سنوات ما قبل المدرسة والرياض الأطفال، لأنه يتطلب المزيد من النضج الاجتماعي والمهارات أكثر تقدماً من الأمثلة على ذلك (أنشطة اللعب الدرامية ذات الأدوار، واللعب المدرسي، والألعاب بقواعد مثل علامة التجميد).[1][2][3]

وفقًا لبارتن، مع تقدم الأطفال في السن، وتحسين مهارات الاتصال لديهم، ومع تزايد شيوع فرص التفاعل مع الأقران، تصبح أنواع اللعب غير الاجتماعية (الانفرادية والموازية) أقل شيوعًا، وتصبح أنواع اللعب الاجتماعي (الترابطي والتعاوني). أكثر شيوعا.
يتفق العلماء المعاصرون على أن نظرية بارتن قد ساهمت بشكل كبير في فهمنا للعب، وبينما تم اقتراح مخططات تصنيف بديلة، لا تزال مراحل لعب بارتن مستخدمة على نطاق واسع. ومع ذلك، هناك خلاف حول ما إذا كان هناك بالفعل سلسلة من مراحل اللعب التي يمر بها الأطفال - على سبيل المثال، ما إذا كان الأطفال الصغار غير قادرين حقًا على اللعب بشكل تعاوني، وما إذا كان اللعب الانفرادي عند الأطفال الأكبر سنًا أقل شيوعًا أو علامة على عدم النضج. تشير التفسيرات البديلة إلى أن أنواع اللعب قد تتأثر بظروف أخرى (مثل مدى معرفة الأطفال لبعضهم البعض).